# Comitato Olimpico e Confederazione Sportiva del Sudafrica
Il Comitato Olimpico e Confederazione Sportiva del Sudafrica (noto anche come Suid-Afrikaanse Sportkonfederasie en Olimpiese Komitee) è un'organizzazione sportiva sudafricana, nata nel 1991 a Johannesburg, Sudafrica.
Rappresenta questa nazione presso il Comitato Olimpico Internazionale (CIO) dal 1991 ed ha lo scopo di curare l'organizzazione ed il potenziamento dello sport in Sudafrica e, in particolare, la preparazione degli atleti sudafricani, per consentire loro la partecipazione ai Giochi olimpici. L'organizzazione è, inoltre, membro dell'Associazione dei Comitati Olimpici Nazionali d'Africa.
L'attuale presidente dell'associazione è Gideon Sam, mentre la carica di segretario generale è occupata da Tubby Reddy.